# تپه سیزده بدر
تپه سیزده بدر مربوط به دوران‌های تاریخی پس از اسلام است و در روستای فیض‌آباد از توابع بخش باشتین شهرستان داورزن واقع شده و این اثر در تاریخ ۲۵ اسفند ۱۳۷۹ با شمارهٔ ثبت ۳۲۳۹ به‌عنوان یکی از آثار ملی ایران به ثبت رسیده است.